# 夢追い虫
「夢追い虫」（ゆめおいむし）は、日本のロックバンド・スピッツの楽曲。2001年10月11日にユニバーサルミュージックより通算24作目のシングルとして発売。レーベルはユニバーサルポリドール。

## 概要
2000年8月に石田小吉（現：石田ショーキチ）プロデューサー、高原祐介エンジニアでレコーディング。コーラスにはサポートキーボーディストのクジヒロコと石田が参加。ミクサーは後に11thアルバム『スーベニア』（2005年）以降のアルバムを手がける高山徹。高山のスケジュールの問題から、レコーディングから約2ヶ月後の2000年10月にミックスダウンが行われたが、結果として発売の期を逃してしまった。発売未定のまま、2000年秋のオールスタンディングツアー『SPITZ JAMBOREE TOUR “放浪2000”』で新曲として披露され、2001年6月6日に発売されたライヴDVD『ジャンボリー・デラックス LIVE CHRONICLE 1991-2000』にもその模様が収録される。
2001年、東宝洋画系映画及びCX系ドラマ『プラトニック・セックス』の主題歌となり、シングル化が決定。これにより、カップリング曲を急遽レコーディングすることになり、同年の全国ツアー『SPITZ JAMBOREE TOUR “隼2001”』の、5月12日大宮ソニックシティ公演のために作られた「大宮サンセット」が、9thアルバム『ハヤブサ』の寺田康彦エンジニアを迎え、セルフプロデュースでレコーディングされた。
プロモーションビデオは、ライヴDVD『ジャンボリー・デラックス LIVE CHRONICLE 1991-2000』に収録されたライブ映像のノンテロップ版となる。プロモーションビデオでは、最後のAメロの逆再生の部分はカットされ、ライブ音声に切り替わる。
ジャケットイラストは笠間しろうが担当。カップリング曲のタイトルの大宮に因んで、埼玉県限定のスリーブケースも発売された。
音源としては前シングル「遥か」以前のもの、楽曲としては9thアルバム『ハヤブサ』（2000年）以前のものであるため（詳細は初期バージョンを参照）、コンセプトの違いから翌年リリースされた10thアルバム『三日月ロック』への収録は見送られていた。後に2004年のスペシャルアルバム『色色衣』に収録。

## 収録曲
1. 夢追い虫（作詞、作曲／草野正宗　編曲／スピッツ&石田小吉）
曲の最後に流れる声は、Aメロを逆再生したもの。これは1999年にレコーディングされた初期バージョン（後述）からの流用であり、もともとは宮島哲博によって編集されたものである。
収録アルバム：『色色衣』、『CYCLE HIT 1997-2005 Spitz Complete Single Collection』
2. 大宮サンセット（作詞、作曲／草野正宗　編曲／スピッツ）
収録アルバム：『色色衣』

## 参加ミュージシャン
夢追い虫
- 草野マサムネ - Vocals, Guitars
- 三輪テツヤ - Guitars
- 田村明浩 - Bass
- 﨑山龍男 - Drums, Shaker
- クジヒロコ - Background Vocals
- 石田小吉 - Background Vocals
- 宮島哲博 - Reverse & Effect (ending)

大宮サンセット
- 草野マサムネ- Vocals, Guitar
- 三輪テツヤ- Guitar
- 田村明浩- Fretless Bass

## 初期バージョン
1999年10月にセルフプロデュースでレコーディングされた初期バージョンが存在する。アレンジはシングルバージョンとほぼ同じだが、一部の歌詞やブレイクの長さが異なり、最後のサビも一回のみとなる。コーラスには真城めぐみ（Hicksville）が参加している。エンジニアは宮島哲博。このバージョンは「early version」として、『CYCLE HIT 1997-2005 Spitz Complete Single Collection』
の初回盤ボーナスディスクに収録された。

## カバー
スピッツ・カバーアルバム『一期一会 Sweets for my SPITZ』（2002年）にて、セロファンが「夢追い虫」をカバー。